# فيل ريان
فيل ريان (بالإنجليزية: Phil Ryan)‏ هو ضابط شرطة أمريكي، ولد في 10 أغسطس 1945.